# 朱勋渥
宜山荣端王朱勋渥（？—1588年），明朝宜山康僖王朱诠鏋的庶长子，明朝第二代宜山王。
嘉靖十六年（1537年），朱詮鏋薨。嘉靖十九年（1540年）十二月，明世宗传诏书，遣隆平侯張瑋等為正使、兵科給事中黃光昇等為副使，持節冊封朱勋渥袭封宜山王。
隆庆五年（1571年）三月，因朱勛渥所请，其母李氏被追封为夫人。
万历十六年（1588年），朱勛渥薨。他的庶长子宜山长子朱胤櫆得罪了他，且先去世；朱胤櫆的嫡长子宜山长孙朱恬燍等候袭封期间去世，万历二十八年（1600年）朱恬燍的嫡长子朱珵壅受封为宜山长曾孙后袭封。

## 评价
- 《弇山堂别集》卷074：寵祿光大，守禮執義。